# Гранада (провинция)
Грана́да (исп. Granada) — провинция на юге Испании в составе автономного сообщества Андалусия. Административный центр — Гранада.

## География
Территория — 12 531 км² (15-е место среди провинций страны). Провинция находится на юге Испании, в восточной части автономного сообщества Андалусия. Она граничит с провинциями — Альбасете, Мурсия, Малага, Кордова, Хаэн, Альмерия и Средиземным морем. Столица провинции — Гранада.

## Демография
Население — 919 455 (17-е место; данные 2014 года).

## Достопримечательности
- Национальный парк Сьерра-Невада

## В астрономии
В честь города и провинции Гранады назван астероид (1159) Гранада, открытый 2 сентября 1929 года немецким астрономом Карлом Райнмутом в  Гейдельбергской обсерватории.